# Instituto Tecnológico de Sonora
El Instituto Tecnológico de Sonora (ITSON), cuyo lema es "Educar para trascender" es una Universidad pública, autónoma, estatal que cuenta con 6 campus, con presencia en Guaymas (Campus Guaymas), Ciudad Obregón (Campus Centro y Campus Náinari), Navojoa (Campus Centro y Campus Sur), y en Empalme (Campus Empalme), en Sonora, México. Nace de la iniciativa de la sociedad, con de la necesidad de formar y preservar nuevas generaciones con mentalidad de progreso y superación, para mantener y transmitir lo más valioso de la sociedad a la que se sirve. En la actualidad la matrícula de la Institución supera los 17,000 alumnos en Licenciatura y Posgrado.

## Historia
Fue fundado en 1955, por iniciativa  del capítulo local del Club de Leones, liderado por Moisés Vázquez Gudiño, como Instituto Justo Sierra, nombre en honor del poeta Justo Sierra Méndez. En el año 1976 obtiene autonomía universitaria mediante la Ley Orgánica, misma que lo define como un organismo público descentralizado de carácter universitario, de personalidad jurídica y patrimonios propios; autónomo en el ejercicio de sus funciones, de enseñanza e investigación.
Dirigido por las siguientes autoridades:
- Lic. José María de los Retes – Director, junio 1955 - marzo 1956
- Dr. Julio Ibarra Urrea – Director, abril 1956 - marzo 1960
- Lic. Alberto Delgado Pastor – Director, marzo 1960 - octubre 1964
- Ing. Marco Antonio Salazar Ainza – Director, octubre de 1964 - abril de 1972
- Lic. Eduardo Estrella Acedo – Director, abril de 1972 - septiembre de 1975 // Rector, septiembre de 1975 - septiembre de 1978
- Ing. Adalberto Rosas López - Rector, septiembre de 1978 - septiembre de 1979
- Dr. Oscar Russo Vogel – Rector, septiembre de 1979 - noviembre de 2003
- Mtro. Gonzalo Rodríguez Villanueva – reelegido Rector, noviembre de 2003 - marzo de 2008 - noviembre de 2011
- Mtro. Javier Portugal Vásquez – Rector, noviembre de 2011 - marzo de 2012
- Dr. Isidro Roberto Cruz Medina – Rector, marzo de 2012 - marzo de 2016
- Dr. Javier José Vales García – Rector, marzo de 2016 - marzo de 2020
- Dr. Jesús Héctor Hernández López- Rector, (presente y actual reelegido); 11 de marzo de 2020 - marzo de 2024 - marzo de 2028.

## Escudo ITSON
El escudo del ITSON fue diseñado en 1957. Simboliza el potencial industrial, agrícola y acuícola del Valle del Yaqui en Sonora. Es un solo campo rodeado por el color azul del cielo del valle. En la base se detallan las ondas del mar y al mismo tiempo las hojas de un libro abierto, de cuyo seno emerge un crustáceo.
La base de la planta cuyos frutos son múltiples, algodón trigo, cártamo, es el jeroglífico estilizado de la tierra en Náhuatl. Es obvio que el perfil de los edificios simbolizan la pujanza industrial del valle del Yaqui y el libro abierto el desarrollo del intelecto, conocimientos y sabiduría.
Mientras que, el símbolo deportivo del ITSON es el potro, imagen que refleja carácter aguerrido, velocidad, viveza y bravura, está representado por una abstracción estilizada de un potro.

## Oferta académica
Campus Obregón

##### Profesional Asociado
- Profesional Asociado en Desarrollo Infantil.

##### Licenciaturas
- Licenciatura en Administración.
- Licenciatura en Administración de Empresas Turísticas.
- Licenciatura en Arquitectura.
- Licenciatura en Ciencias de la Educación.
- Licenciatura en Ciencias del Ejercicio Físico.
- Licenciatura en Contaduría Pública.
- Licenciatura en Dirección de la Cultura Física y el Deporte (Virtual).
- Licenciatura en Diseño Gráfico.
- Licenciatura en Economía y Finanzas.
- Licenciatura en Educación Artística y Gestión Cultural.
- Licenciatura en Educación Infantil.
- Licenciatura en Educación Inicial y Gestión de Instituciones.
- Licenciatura en Emprendimiento e Innovación.
- Licenciatura en Mercadotecnia.
- Licenciatura en Psicología.
- Licenciatura en Tecnología de Alimentos.

##### Ingenierías
- Ingeniería en Ciencias Ambientales.
- Ingeniería Civil.
- Ingeniería Electromecánica.
- Ingeniería en Electrónica.
- Ingeniería Industrial y de Sistemas.
- Ingeniería en Logística.
- Ingeniería en Manufactura.
- Ingeniería en Mecatrónica.
- Ingeniería Química.
- Ingeniería en Software.
- Médico Veterinario Zootecnista.

#### Maestrías.
- Maestría en Administración de Tecnología de Información.
- Maestría en Administración y Desarrollo de Negocios.
- Maestría en Ciencias de la Ingeniería (PNPC).
- Maestría en Ciencias en Ingeniería Química, Registro SNP.
- Maestría en Ciencias en Recursos Naturales (PNPC).
- Maestría en Educación.
- Maestría en Educación Inicial y Gestión de Instituciones.
- Maestría en Finanzas.
- Maestría en Gestión Financiera de Negocios.
- Maestría en Ingeniería Eléctrica.
- Maestría en Ingeniería en Administración de la Construcción.
- Maestría en Ingeniería en Logística y Calidad, Registro SNP.
- Maestría en Matemática Educativa, Registro SNP.
- Maestría en Psicología.
- Maestría en Tecnologías de la Información para los Negocios
- Maestría en Investigación Educativa.
- Maestría en Investigación Psicológica.
- Maestría en Valuación .

#### Doctorados.
- Doctorado en Ciencias de la Ingeniería, PNPC.
- Doctorado en Ciencias Especialidad en Biotecnología, PNPC.
- Doctorado en Gestión Estratégica de las Organizaciones, Registro SNPC.
- Doctorado en Investigación Psicológica, PNPC.
- Doctorado en Sistemas y Ambientes Educativos, PNPC.

Campus Navojoa

##### Licenciaturas.
- Licenciatura en Administración.
- Licenciatura en Administración de Empresas Turísticas.
- Licenciatura en Arquitectura.
- Licenciatura en Ciencias de la Educación.
- Licenciatura en Ciencias del Ejercicio Físico.
- Licenciatura en Contaduría Pública.
- Licenciatura en Economía y Finanzas.
- Licenciatura en Educación Infantil.
- Licenciatura en Gastronomía.
- Licenciatura en Mercadotecnia.
- Licenciatura en Psicología.

##### Ingenierías.
- Ingeniería en Logística.
- Ingeniería en Manufactura.
- Ingeniería en Software.
- Ingeniería Industrial y de Sistemas.

##### Maestrías.
- Maestría en Administración y Desarrollo de Negocios.
- Maestría en Educación, Registro SNPC.
- Maestría en Gestión Financiera de Negocios.
- Maestría en Ingeniería en Logística y Calidad, Registro SNPC.

Campus Empalme.

##### Licenciaturas
- Licenciatura en Administración.
- Licenciatura en Educación.
- Licenciatura en Enfermería.
- Ingeniería Industrial y de Sistemas.
- Profesional Asociado en Automatización Industrial.

Campus Guaymas.

##### Licenciaturas.
- Licenciatura en Administración.
- Licenciatura en Administración de Empresas Turísticas.
- Licenciatura en Arquitectura.
- Licenciatura en Ciencias de la Educación.
- Licenciatura en Ciencias del Ejercicio Físico.
- Licenciatura en Contaduría Pública.
- Licenciatura en Derecho
- Licenciatura en Diseño Gráfico.
- Licenciatura en Economía y Finanzas.
- Licenciatura en Emprendimiento e Innovación.
- Licenciatura en Enfermería.
- Licenciatura en Gastronomía.
- Licenciatura en Mercadotecnia.
- Licenciatura en Psicología.

##### Ingenierías
- Ingeniería Industrial y de Sistemas.
- Ingeniería en Manufactura.
- Ingeniería en Software.
- Ingeniería en Mecatrónica.
- Ingeniería Química.

##### Maestrías.
- Maestría en Administración y Desarrollo de Negocios
- Maestría en E-Business.
- Maestría en Educación.
- Maestría en Estrategias Fiscales.
- Maestría en Ingeniería en Logística y Calidad
- Maestría en Psicología

## CISCO
Es el centro de cómputo de la unidad Náinari, en él se encuentra el servicio de préstamo más de 200 computadoras, impresiones a color y blanco y negro, tamaño plano, etc.
Este edificio también cuenta con salones, para dar clases especializadas a los alumnos que así lo requieran.

## Se destacan los siguientes

### Bibliotecas
El Sistema Bibliotecario ITSON está conformado por cinco bibliotecas: 
- Biblioteca Central (Ciudad Obregón)
- Biblioteca Náinari (Ciudad Obregón)
- Biblioteca Guaymas
- Biblioteca Navojoa
- Biblioteca Empalme

Entre todas cuentan con un acervo bibliográfico aproximado de 50,000 títulos y más de 108,000 volúmenes. El acervo bibliográfico contempla todas las áreas del conocimiento conforme a las necesidades académicas de las carreras que se imparten en la institución. Cada día se atienden alrededor de 6,000 alumnos. Cuenta con los otros servicios bibliotecarios como préstamos a domicilio, consulta de catálogo en línea, consulta de libros en línea, préstamo de hemeroteca, videoteca, cubículos, mapoteca, salas de estudio individual entre otras.

### CITEV (Campus Guaymas)
El Centro Integral de Tecnologías y Educación Virtual es un moderno edificio localizado en el Campus Guaymas en el cual se brindan servicios a estudiantes como aulas de medios avanzadas, préstamo gratuito de computadoras, laboratorios de redes, entre otros. Cuenta con un moderno sistema de control y administración de entrada y salida de alumnos atendido por medio de computadoras.

### CIT (Campus Navojoa)
El Centro Integral de Tecnologías es un moderno edificio localizado en el Campus Navojoa en el cual se brindan servicios a estudiantes como aulas de medios avanzadas, videoconferencia, préstamo gratuito de computadoras, laboratorios de redes, laboratorio de software, entre otros. Cuenta con un moderno sistema de control y administración de entrada y salida de alumnos atendido por medio de computadoras.

### CUM
Los centros o salas de usos múltiples son lugares diseñados para llevar a cabo eventos como videoconferencias, pláticas, cursos, conferencias, exposiciones y eventos de varias índoles. Tienen capacidad para un gran número de personas.

## Sistema de Inscripción
Los alumnos llevan a cabo su selección de carga académica mediante un novedoso sistema de recursos-software hecho a la medida. Así mismo, todos los trámites relacionados con la formación académica, como son baja de materias, consulta de calificaciones, solicitud de exámenes especiales, consulta de adeudos y otros, se llevan a cabo a través de internet.

## Directorio Institucional
- Dr. Jésus Héctor Hernández López - Rector
- Dr. Jaime Garatuza Payán - Vicerrector Académico
- Dr. Rodolfo Valenzuela Reynaga - Vicerrector Administrativo
- Dr. Ernesto Uriel Cantú Soto - Secretario de la Rectoría
- Dra. Nidia Josefina Ríos Vázquez - Directora de Planeación Institucional
- Dr. Gabriel Galindo Padilla - Director de Extensión Universitaria
- Dr. Pablo Gortares Moroyoqui - Director de Recursos Naturales
- Dr. Armando Ambrosio López -'Director de Ingeniería y Tecnología
- Dra. María Elvira López Parra - Directora de Ciencias Económico Administrativas
- Dra. Sonia verónica Mortis Lozoya - Directora de Ciencias Sociales y Humanidades
- Dr. Humberto Aceves Gutiérrez - Director de Unidad Guaymas
- Mtro. Mauricio López Acosta - Director de Unidad Navojoa
- Dr. Armando García Berumen - Director de Servicios de Información
- Mtro. Rodolfo Manuel Tamayo Cuevas - Director de Recursos Materiales y Servicios Generales
- Mtra. Gladys Guadalupe Peralta Rodríguez - Directora de Recursos Financieros